# جودي نيرات
ديسمبر ٢٠١٢)كانت سياسيّة ديموقراطيّة وعضوة ضمن مجلس نواب ميتشيغان. تم انتخاب نيرات لتمثل منطقة مجلس النواب ١٠٨ في ٤ نوفمبر ٢٠٠٨. تقع المنطقة ١٠٨ في شبه الجزيرة العليا وتشمل جميع مقاطعات دلتا وديكينسون ومينوميني. سبق لنيرات أن تترشح لنفس المقعد في عام ٢٠٠٦، وخسرت أمام النائب الحالي آنذاك توم كاسبرسون

## النشأة والتعليم
وُلدت نيرات لأبوين ليو وإيرين كازمارشيك في داغيت، ميتشجان ، الواقعة في مقاطعة مينومين في ١٢ أغسطس ١٩٤٨. كان ليو كاتشماركزيك عاملاً في حوض بناء السفن البحرية في مارينيت ، ويسكونسن وعضوًا في اتحاد الأخوة الدولية لصانعي الغلايات تخرجت نيرات من مدرسة ستيفنسون الثانوية وكذلك من كلية ثقافة الجمال في ميلواكي، ويسكونسن. كانت تمتلك و تدير صالون لتصفيف الشعر في مينوميني بولاية ميشيغان لأكثر من ٣٤ عامًا. في عام ٢٠٠٤ ، تم اعتماد نيرات كمساعدة تمريض وعملت في مرفق معيشة محلي.

## الحياة الشخصية
كانت نيرات متزوجة ولديها طفلان وخمسة أحفاد. عاشت في والاس بولاية ميشيغان ، وكانت تنتمي إلى الكنيسة الكاثوليكية المقدسة المخلصة.
في أغسطس ٢٠٠٩ ، تم تشخيص إصابة نيرات بالورم النخاعي المتعدد، وهو نوع من السرطان يصيب خلايا البلازما. أخذت وقتًا بعيدًا عن المجلس التشريعي لمحاربة المرض، وفقدت أكثر من ١٠٠ صوت. عادت بدوام كامل في نوفمبر ٢٠٠٩.

## الحياة السياسية
تم انتخاب نيرات لعضوية لجنة طريق مقاطعة مينومين في عام ١٩٩٨. وفي عام ٢٠٠٠ ، تم تعيينها في لجنة المفوضين لجمعية الطرق في مقاطعة ميشيغان. في عام ٢٠٠٢، تم تعيينها رئيسة للجنة المفوضين. تم انتخاب جودي في صندوق التأمين الذاتي لجمعية طريق المقاطعة في عام ٢٠٠٣ ، كواحد من تسعة مدراء. أعيد انتخابها في لجنة الطرق عام ٢٠٠٤.
في عام ٢٠٠٦ أعلنت عن نيتها الترشح كديمقراطية ضد ممثل الدولة الجمهوري الحالي توم كاسبور في المنطقة ١٠٨ في شبه جزيرة ميشيغان العليا. فازت نيرات بسهولة في الانتخابات التمهيدية الديمقراطية ، لكنها خسرت أمام كاسبر في الانتخابات العامة.
مع ذلك ، في عام ٢٠٠٨ ، لم يكن توم كاسبور قادرًا على الترشح لإعادة انتخابه بسبب حدود الولاية ، واختار بدلاً من ذلك الترشح لعضو الكونجرس بارت ستوباك. أعلنت نيرات مرة أخرى نيتها الترشح ، هذه المرة لمقعد مفتوح. هزمت نيرات جانيس بورغيس بفارق ضئيل في الانتخابات التمهيدية الديمقراطية ، وفازت بـ ٧٦صوتًا فقط. في الانتخابات العامة في نوفمبر ، واجهت نيرات الجمهوري مايك فالكون من جلادستون. وفاز نيرات بالمقعد بنسبة ٥٦٪ من الأصوات. قامت بحملة في الأسابيع الثلاثة الأخيرة التي سبقت الانتخابات مع إصابتها بكسر في الفخذ قبل أن تخضع لعملية جراحية لاستبدال مفصل الورك في أواخر أكتوبر.
نُقل عن نيرات في ٣ فبراير ٢٠٠٩ ديلي برس فيما يتعلق بإعلان حاكمة ميشيغان جينيفر جرانهولم أن الولاية ستتوقف عن دعم معرض ولاية شبه الجزيرة العليا بقولها : «لا أعرف من أين بدأت هذه الشائعات. ومع ذلك ، حتى هذه النقطة، لم تقدم الدولة أي تمويل حكومي لدعم المعرض».

## الوفاة
توفيت نيرات بتاريخ ٢٣ ديسمبر ٢٠١٢.

## التاريخ الانتخابي
- انتخابات ٢٠١٠ لمجلس الدولة[4]
  - جودي نيرات (د) ، ١١٨٧٠
  - إد ماكبروم (ج) ، ١٧٧٣٤

- انتخابات ٢٠٠٨ لمجلس الدولة
  - جودي نيرات (د) ٥٦٪
  - مايك فالكون (ج) ٤٤٪

- الانتخابات التمهيدية الديمقراطية لمجلس الدولة عام 2008
  - جودي نيرات (د) ٣٧٪
  - جانيس بيرجس (د) ٣٦٪
  - دينيس بالدينيللي (د) ١٧٪
  - ديفيد بولزين (د) ١٠٪

- انتخابات ٢٠٠٦ لمجلس الدولة
  - توم كاسبور (ج) ٥٥٪
  - جودي نيرات (د) ٤٥٪

- الانتخابات التمهيدية الديمقراطية لمجلس الدولة عام 2006
  - جودي نيرات (د) ٦٩٪
  - ديفيد بولزين (د) ٣١٪

## روابط خارجية
- Official Website
- Campaign Site